# Тафридиум
Тафри́диум (лат. Taphridium) — род грибов из семейства Протомициевые (Protomycetaceae), представители — паразиты растений из семейства Зонтичные (Apiaceae), вызывают пятнистость и курчавость листьев.

## Систематика
Ранее род относили к семейству Тафриновые (Taphrinaceae), поскольку эти грибы образуют сплошной спороносящий слой под кутикулой растения, как и виды тафрины (Taphrina), по характеру поражения органов растений тафридиум также близок к тафрине. Но для этого рода характерен тип развития спороносящих органов такой же, как для других родов протомициевых, так называемый Protomyces-тип аскогенеза (см. Протомициевые#Жизненный цикл и онтогенез).
Филогенетическое положение тафридиума в кладограмме:
|            | Protomyces                                  |
|            |                                             |
| Taphridium | \| \| Taphridium umbelliferarum \| \| \| \| |
|            | \| \| Taphridium umbelliferarum \| \| \| \| |
|            | Volkartia                                   |
|            |                                             |
|            | Buerenia                                    |
|            |                                             |
|            | Protomycopsis                               |
|            |                                             |
|            | Saitoella                                   |
|            |                                             |
|            | Taphridium umbelliferarum                   |
|            |                                             |

|  | Taphridium umbelliferarum |
|  |                           |

## Морфология
На поражённых листьях растения появляются сероватые или белёсые пятна различной формы, могут образовываться искривления и мелкие вздутия.
Аскогенные клетки (см. Протомициевые#Морфология) образуют слой под эпидермисом листа. Они шаровидные, эллипсоидные или из-за тесного расположения многогранной формы, гладкие, бесцветные, тонкостенные (оболочка толщиной 2—3 мкм).
Аскоспоры формируются без периода покоя непосредственно в аскогенных клетках, синаски не образуются. После разрыва оболочки аскогенной клетки аскоспоры группируются парами.
Мицелий тафридиума может зимовать в корневищах растений.

## Виды
Род состоит из двух видов, также в нём были описаны ещё несколько видов, впоследствии перенесённых в другие роды протомициевых.
- Taphridium algeriense Lagerh. & Juel, 1902
- Taphridium umbelliferarum (Rostr.) Lagerh. & Juel, 1902 — Тафридиум зонтичных

- Taphridium crepidis Lagerh., 1903 = Volkartia rhaetica — Волкартия
- Taphridium cicutae Lindr., 1903 = Buerenia cicutae
- Taphridium inundatum (P.A. Dang.) Büren, 1915 = Buerenia inundata — Бурения пойменная